# Bjarne Iversen
Bjarne William Iversen (ur. 2 października 1912 w Vestre Aker, zm. 7 września 1999 w Nittedal) – norweski biegacz narciarski, srebrny medalista olimpijski oraz srebrny medalista mistrzostw świata.

## Kariera
Igrzyska olimpijskie w Garmisch-Partenkirchen były pierwszymi i zarazem ostatnimi w jego karierze. Wspólnie z Olafem Hoffsbakkenem, Oddbjørnem Hagenem i Sverre Brodahlem wywalczył srebrny medal w sztafecie biegowej 4 × 10 km. W sztafecie biegł na ostatniej zmianie. Gdy zmieniał się z Brodahlem Norwegowie byli na pierwszym miejscu, jednakże biegnący za nim Kalle Jalkanen z Finlandii szybko dogonił Norwega, a następnie wyprzedził go niedaleko przed metą. Iversen przybiegł na metę sześć sekund za Finem. Na tych samych igrzyskach zajął także dziewiąte miejsce w biegu na 18 km techniką klasyczną.
W 1935 roku wystartował na mistrzostwach świata w Wysokich Tatrach. Wraz z Olafem Hoffsbakkenem, Sverre Brodahlem i Oddbjørnem Hagenem wywalczył srebrny medal w sztafecie. Indywidualnie zajął szóste miejsce w biegu na 18 km stylem klasycznym. Na kolejnych mistrzostwach świata już nie startował. W 1935 roku został mistrzem Norwegii w biegu na 17 km.

## Osiągnięcia

### Igrzyska olimpijskie
| Miejsce | Dzień     | Rok  | Miejscowość            | Konkurencja             | Wynik   | Strata | Zwycięzca           |
| ------- | --------- | ---- | ---------------------- | ----------------------- | ------- | ------ | ------------------- |
| 2.      | 10 lutego | 1936 | Garmisch-Partenkirchen | Sztafeta 4 × 10 km      | 2:41:33 | +0:06  | Finlandia           |
| 9.      | 12 lutego | 1936 | Garmisch-Partenkirchen | 18 km stylem klasycznym | 1:14:38 | +4:18  | Erik August Larsson |

### Mistrzostwa świata
| Miejsce | Dzień     | Rok  | Miejscowość   | Konkurencja             | Czas biegu | Strata | Zwycięzca       |
| ------- | --------- | ---- | ------------- | ----------------------- | ---------- | ------ | --------------- |
| 6.      | 15 lutego | 1935 | Wysokie Tatry | 18 km stylem klasycznym | 1:27:50    | +5:52  | Klaes Karppinen |
| 2.      | 18 lutego | 1935 | Wysokie Tatry | Sztafeta 4 × 10 km      | 2:42:30    | +0:47  | Finlandia       |